# Островачки мајдани камена
Островачки мајдани камена налазе се на планини Буковик у атару села Остра, општина Чачак.

## Својства камена
Буковички пешчар је слојевит, наслаган у хоризонталним плочама, што знатно олакшава његово вађење и обраду. При вађењу из мајдана овај камен има беличасту боју, док касније потамни и поприми жућкасти или црвенкасти тон. Релативно је лак за обраду. Има га две врсте: тврђи и руменији „љутак” са примесама гвожђа и мекши и бељи пешчарски „сапуњак”, који се вади у потесу Грабац, у Тодоровићима (Пучовци). Сличних својстава је ситнозрни „чврстак” из оближне Кремењаче у Горњој Трепчи.

## Употреба
У прошлости, овај камен коришћен је у различите намене: у грађевинарству, за израду сантрача, чесми и камених појила, ћуприја, путних ознака итд. Од островачког пешчара израђивана су надгробна обележја између планина Вујан-Буковик-Острица-Котленик и Западне Мораве и по гружанском крају. Правили су их бројни Островачко-котленички каменоресци у периоду од преко век и по.
Данас се овај камен највише користи за насипање путева и у грађевинарству, нарочито за декоративне оплате.